# Henry Fa‘arodo
Henry Fa‘arodo (ur. 5 października 1982) – piłkarz z Wysp Salomona, wychowanek Nelson Suburbs, a obecnie zawodnik FC Nelson, występujący na pozycji napastnika. Reprezentant Wysp Salomona.

## Kariera klubowa
Henry Fa‘arodo jest jednym z kilku piłkarzy z Wysp Salomona, którzy grali w najwyższej lidze australijskiej – National Soccer League (po reformie w 2004 – A-League).
Swoją karierę rozpoczął w 2000, w zespole Nelson Suburbs. W 2002 przeszedł do Fawkner Blues i jeszcze w tym samym roku trafił pierwszoligowego Melbourne Knights, gdzie w sezonie 02/2003 strzelił łącznie tylko 4 gole w 33 meczach. Nie przeszkodziło mu to jednak w podpisaniu dwuletniego kontraktu z Perth Glory, w którego barwach zagrał m.in. w pierwszej kolejce nowej pierwszej ligi w Australii – A-League. Po dwóch sezonach, które jednak nie były dla piłkarza zbyt udane, Fa‘arodo dołączył do drużyny Essendon Royals. Sezon 2006/2007 rozegrał jednak jako zawodnik Canterbury United i w 20 spotkaniach zanotował 7 trafień do bramki.
Następnie grał w: Auckland City, Altona Magic, Hekari United, Koloale FC, Team Wellington, a w 2012 roku został zawodnikiem FC Nelson.

## Kariera reprezentacyjna
Od 2002 jest członkiem reprezentacji narodowej Wysp Salomona, gdzie występuje na pozycji pomocnika. Zadebiutował w przegranym 6:1 meczu przeciwko Nowej Zelandii w Pucharze Narodów Oceanii w 2002 i strzelił honorowego gola. Został powołany przez trenera Ayrtona Andrioli do kadry na eliminacje Mistrzostw Świata w Piłce Nożnej 2010 dla strefy OFC